# Panayiotis Kokoras
Panayotis Kokoras (Grécia, 1974) é um compositor grego, presidente da HELMCA, a Associação Helénica de Compositores de Música Eletroacústica.

## Biografia
Panayotis Kokoras estudou Composição com I.Ioannidi, K. Varotsi, A. Kergomard e guitarra clássica com E. Asimakopoulo em Atenas, na Grécia. Em 1999, mudou-se para Inglaterra para fazer estudos pós-graduados onde completou o seu mestrado em Composição e Doutoramento em Composição com T. Myatt na Universidade de York com o apoio do Arts and Humanities Research Board (AHRB) e da Aleksandra Trianti Music Scholarships (Society Friends of Music), entre outras instituições.

## Atividade
Tem recebido encomendas de institutos e festivais como sejam o FROMM (Universidade de Harvard),
IRCAM, MATA (Music at the Anthology), Spring Festival (Universidade de York), Gaudeamus (Holanda) e as suas obras têm sido apresentadas internacionalmente com regularidade em festivais e temporadas de concertos um pouco por toda a Europa, Ásia e América. As suas composições receberam já 27 distinções e prémios em competições internacionais, de entre as quais, Pierre Schaeffer 2005 – Itália, Música Viva 2005 e 2002 – Portugal, Prémio Look and Listen 2004 – NY, EUA, Gaudeamus 2004 e 2003 – Holanda, Prémio Bourges Residence 2004 – França, Insulae Electronicae 2003 – Itália, Jurgenson Competition 2003 – Rússia, Seoul International Competition 2003 - Coreia, Prémio Takemitsu Composition 2002 – Japão, Prémio Noroit 2002 - França, CIMESP 2002 – Brasil, Música Nova 2001 – República Checa, Métamorphoses 2000 – Bélgica.

## Estética
Compondo segundo uma técnica que intitula textura musical holofónica (“Holophony musical texture”), tem um profundo interesse pela estrutura física do som e a sua percepção/ o seu conhecimento. As suas composições integram influências importantes do ambiente/ estúdio electroacústico sobre as suas composições instrumentais acústicas e vice-versa. O trabalho de Panayiotis Kokoras abarca desde obras acústicas a obras mistas, obras electroacústicas sobre suporte, improvisação ou outros media.

## Experiência Profissional
É membro fundador e pertence à Direcção da Hellenic Electroacoustic Music Composers Association (HELMCA). Foi professor no Instituto de Tecnologia e Educação de Creta, no Departamento de Tecnologia Musical e Acústica e desde Outubro de 2005 lecciona na Universidade Aristotle de Thessaloniki (Grécia), no Departamento de Estudos Musicais.

## Discografia
A sua música tem sido editada pela Spectrum Press, NOR, Miso Records, SAN / CEC, Independent Opposition Records, ICMC2004 e distribuida em edições limitadas pela LOSS, Host Artists Group, Música Nova entre outras.